# Ève hérite du paradis
Pour plus de détails, voir Fiche technique et Distribution.
Ève hérite du paradis (titre original : Eva erbt das Paradies) est un film autrichien réalisé par Franz Antel sorti en 1951.

## Synopsis
La vendeuse de disques Ève Spanberger apprend dans un courrier qu'elle hérite de l'hôtel Palast à Sankt Andrä. Elle quitte spontanément son travail et se rend à Sankt Andrä avec sa meilleure amie Daisy Jordan. En chemin, ils font la connaissance des musiciens autour de Bill Wokulek, qui a un engagement au Grand Hotel de Sankt Andrä. Elles les invitent à venir au Palace Hotel. Arrivés à l'hôtel, la désillusion s'ensuit. La maison est vide depuis longtemps, est vétuste, sans électricité et sans eau chaude ou même courante. De plus, l'oncle décédé a laissé des dettes de 5 640 shillings. Le vieux Zacherl Tschurtschentaler est resté en tant que gardien et directeur de l'hôtel et conduit les deux femmes à leur chambre. Le lendemain matin, le soleil brille et Daisy est ravie de la vue de l'hôtel sur le lac et le panorama montagneux. Bill vient à la nage du Grand Hotel au Palace Hotel, après avoir vu un groupe de jeunes femmes camper sur la plage devant l'hôtel. Il les laisse le sauver d'une noyade qu'il simule et une conversation commence, à laquelle Ève et Daisy participent bientôt. Soudain, la propriétaire du Grand Hotel, Marianne Holzinger, apparaît et se moque du Palace Hotel. Ève ne pourra jamais utiliser l'hôtel pour rembourser les dettes qu'elle a avec Marianne. Elle devrait plutôt vendre l'hôtel et acheter un billet aller-retour avec l'argent excédentaire. Ève dit avec défi qu'elle dirigera l'hôtel.
Elle maintient son opinion après la disparition de Marianne. Un couple plus âgé réserve spontanément une chambre pour le lendemain et Ève, Daisy et les jeunes campeurs s'activent. Pendant la journée, ils nettoient l'hôtel, redécorent, peignent et cousent et rebaptisent le Palace Hotel en Hotel Paradies. Ève se rend en ville et achète de la nourriture et d'autres choses pour le départ. En retraversant le lac, son bateau entre en collision avec le voilier du fils de Marianne Holzinger, Hans. Il se rendait à l'hôtel pour déposer une lettre de sa mère demandant que la dette soit remboursée dans les 30 jours. Hans aide Ève à pêcher les marchandises tombées par-dessus bord et l'accompagne à l'hôtel. Sans plus tarder, il s'implique dans la rénovation de l'hôtel, impressionné par Ève. Il ne remet pas la lettre de sa mère et ne se présente que par son prénom.
L'ouverture de l'hôtel est un succès. À la gare, de nombreux clients du Grand Hotel peuvent être détournés vers le Paradies. Ève et ses collègues expliquent le manque de confort dans l'hôtel à l'orientation particulière. C'est un hôtel sportif qui respecte scrupuleusement les dernières réglementations en matière d'alimentation et de santé. Certains clients partent aussitôt, mais beaucoup restent. Ève et ses compagnons utilisent diverses astuces pour attirer de plus en plus de clients du Grand Hotel à l'Hotel Paradies. La manière inflexible de Marianne conduit également au licenciement de Koch et de l'orchestre. Ils vont plutôt à l'Hotel Paradies. Lors d'un bal, Ève découvre qui est vraiment Hans. Elle ne veut plus rien avoir à faire avec lui, mais il s'enregistre à l'hôtel en tant qu'invité payant. De cette façon, il peut également empêcher sa mère d'intriguer, ce que l'Hotel Paradise combat maintenant avec tous les moyens. Finalement, Marianne veut racheter le mobilier de l'hôtel, qui appartient toujours à la ville, et ainsi imposer une fermeture forcée de l'Hotel Paradies. Hans la prévient, car il est depuis longtemps tombé amoureux d'Ève et veut éviter de lui nuire. Il achète les meubles, mais Marianne, inaperçue, fait retirer les meubles de l'hôtel contre son gré. Ève pense que Hans a intrigué tout le temps. Maintenant, elle veut abandonner. Hans, à son tour, se rend chez sa mère, la condamne pour son comportement et lui révèle qu'il est tombé amoureux d'Ève et veut l'épouser. Ce n'est que maintenant que Marianne abandonne sa résistance. Elle les laisse ramener des meubles à l'hôtel. Ève apparaît et veut lui vendre l'hôtel, mais Marianne lui raconte les développements entre-temps. Marianne et Ève se rendent ensemble au Paradies Hotel, où se déroule une grande fête. Hans et Ève s'embrassent et Marianne est contente.

## Fiche technique
- Titre : Ève hérite du paradis
- Titre original : Eva erbt das Paradies
- Réalisation : Franz Antel assisté de Hermann Leitner
- Scénario : Franz Antel, Kurt Maix, Gunther Philipp
- Musique : Hans Lang
- Direction artistique : Sepp Rothauer
- Photographie : Hans Heinz Theyer
- Son : Ernst Romir
- Montage : Hermann Leitner
- Production : Heinz Pollak
- Société de production : Alpenländische Filmgesellschaft
- Société de distribution : Union-Film
- Pays d'origine :  Autriche
- Langue : allemand
- Format : Noir et blanc - 1,37:1 - Mono - 35 mm
- Genre : Comédie
- Durée : 105 minutes
- Dates de sortie :
  -  Autriche : 21 septembre 1951.
  -  Allemagne de l'Ouest : 23 octobre 1951.
  -  France : 1er août 1952[1].
  -  Allemagne de l'Est : 12 novembre 1954.

## Distribution
- Maria Andergast : Ève Spanberger
- Josef Meinrad : Hans Holzinger
- Annie Rosar : Marianne Holzinger
- Susi Nicoletti : Daisy Jordan
- Gunther Philipp : Bill Wokulek
- Rudolf Carl : Zacherl Tschurtschentaler
- Joseph Egger : Alois Wegrichter
- Ilse Peternell : Christl
- Margit Saad : Mabel
- Fee Goebel : Pia
- Maud Exo : Ellinor
- Evelyn Bunge : Ulla
- Ludwig Schmidseder : M. Bröselmeier
- Franz Muxeneder : le menuisier
- Hugo Lindinger (de) : l'agent municipal

## Production
On considère Ève hérite du paradis comme le successeur indirect du deuxième film en tant que réalisateur de Franz Antel, Kleiner Schwindel am Wolfgangsee de 1949 en raison de la même intrigue. Antel tournera deux remakes dix ans plus tard, L'Auberge du Cheval noir en 1961 et Tout se déchaîne au Wolfgangsee en 1972.
Le film est tourné dans le studio de Salzbourg, au Wolfgangsee, au Wallersee, au lac de Mondsee (Hotel Kreuzstein) et à Sankt Gilgen (gare).